# Burgh by Sands
Burgh By Sands är en civil parish i Storbritannien. Den ligger i grevskapet Cumbria och riksdelen England, i den centrala delen av landet, 400 km nordväst om huvudstaden London. Orten har 1 143 invånare (2001). Den har en kyrka.